# Олимпик Сафи
„Олимпик“ (на арабски: أولمبيك أسفي) е футболен клуб в гр. Сафи, Мароко.
Клубът е основан през 1946 г. Разполага със собствен стадион, наречен „Стаде ел Масира“, чийто капацитет е 20 хил. души.
Отборът на „Олимпик“ се състезава в елитната група на мароканското футболно първенство Ботола.
През 2004 г. заема първото място в мароканската втора дивизия (Moroccan League Second Division).